# جایزه رمان‌نویسی کرئو د سن ژردی
جایزه رمان‌نویسی کرئو د سن ژردی (کاتالونیایی: Premi Sant Jordi de novel·la) نام یک جایزهٔ ادبی برای آثار کاتالان است که توسط «انجمن اومنیوم کولتورال» و «دانش‌نامهٔ بزرگ کاتالان» اهدا می‌شود.
نام این جایزه که در سال ۱۹۴۷ میلادی پایه‌گذاری شد، در آغاز «جایزهٔ جوآنو مارتورِل» بود؛ اما از سال ۱۹۶۰ میلادی به «جایزه رمان‌نویسی کرئو د سن ژردی» تغییر یافت.
این جایزهٔ ۶۰٬۰۰۰ یوروئی همه‌ساله در ماه دسامبر و در شبی موسوم به «جشن شامگاهی ادبیات کاتالان سنت لوسی» اهدا می‌شود.